# Джеймс Макартур
Джеймс Макартур (англ. James McArthur, нар. 7 жовтня 1987, Глазго) — шотландський футболіст, півзахисник.
Виступав, зокрема, за клуби «Гамільтон Академікал», «Віган Атлетік» та «Крістал Пелес», а також національну збірну Шотландії.
Володар Кубка Англії.

## Клубна кар'єра
Народився 7 жовтня 1987 року в місті Глазго. Вихованець футбольної школи клубу «Гамільтон Академікал». Дорослу футбольну кар'єру розпочав 2004 року в основній команді того ж клубу, в якій провів шість сезонів, взявши участь у 168 матчах чемпіонату. Більшість часу, проведеного у складі «Гамільтон Академікал», був основним гравцем команди.
Своєю грою за цю команду привернув увагу представників тренерського штабу англійського клубу «Віган Атлетік», до складу якого приєднався 2010 року. Відіграв за клуб з Вігана наступні чотири сезони своєї ігрової кар'єри. Граючи у складі «Віган Атлетік» також здебільшого виходив на поле в основному складі команди.
До складу іншого англійського клубу «Крістал Пелес» приєднався 1 вересня 2014 року, підписавши з клубом трирічний контракт. У червні 2022 року Макартур продовжив контракт з клубом до літа 2023 року. 24 травня 2023 стало відомо, що футболіст покине клуб після закінчення терміну дії контракту.

## Виступи за збірні
Протягом 2008–2009 років залучався до складу молодіжної збірної Шотландії. На молодіжному рівні зіграв у 3 офіційних матчах.
2010 року дебютував в офіційних матчах у складі національної збірної Шотландії. Провів у формі головної команди країни 32 матчі, забивши 4 голи.

## Титули та досягнення
- Володар Кубка Англії (1):

«Віган Атлетік»: 2012-2013